# Katharina Gallhuber
Katharina Gallhuber (Scheibbs, 16 de junio de 1997) es una deportista austríaca que compite en esquí alpino, especialista en la modalidad de eslalon.
Participó en dos Juegos Olímpicos de Invierno, en los años 2018 y 2022, obteniendo dos medallas en Pyeongchang 2018, plata en la prueba de equipo mixto y bronce en el eslalon. 

## Palmarés internacional
| Juegos Olímpicos | Juegos Olímpicos            | Juegos Olímpicos  | Juegos Olímpicos |
| Año              | Lugar                       | Medalla           | Prueba           |
| ---------------- | --------------------------- | ----------------- | ---------------- |
| 2018             | Pyeongchang (Corea del Sur) | Medalla de plata  | Equipo mixto     |
| 2018             | Pyeongchang (Corea del Sur) | Medalla de bronce | Eslalon          |